# Diocesi di Giubalziana
La diocesi di Giubalziana (in latino Dioecesis Iubaltianensis) è una sede soppressa e sede titolare della Chiesa cattolica.

## Storia
Giubalziana, nei pressi di Qayrawan nell'odierna Tunisia, è un'antica sede episcopale della provincia romana di Bizacena.
Sono quattro i vescovi documentati di Giubalziana. Alla conferenza di Cartagine del 411, che vide riuniti assieme i vescovi cattolici e donatisti dell'Africa romana, prese parte il cattolico Geta, senza competitore donatista. Questo vescovo è quasi certamente da identificare con l'omonimo Geta, indicato senza menzione della sede di appartenenza, come legato della Bizacena al concilio cartaginese del 25 agosto 403 e nella lista dei partecipanti al sinodo celebrato in località incerta il 24 febbraio 418.
Il nome di Eusebio figura al 106º posto nella lista dei vescovi della Bizacena convocati a Cartagine dal re vandalo Unerico nel 484; Eusebio era già deceduto in occasione della redazione di questa lista.
Restituto sottoscrisse la lettera sinodale dei vescovi della Bizacena riuniti in concilio nel 646 per condannare il monotelismo e indirizzata all'imperatore Costante II.
Più incerta è l'attribuzione della sede episcopale di un altro vescovo di Giubalziana, a causa delle molte varianti presenti nei manoscritti. Si tratta di Nino, che sottoscrisse al 4º posto gli atti della prima seduta del concilio cartaginese del 13 agosto 397. In passato gli autori attribuivano questo vescovo alla diocesi di Tabalta o a quella di diocesi di Tasbalta. L'edizione critica degli atti conciliari dell'Africa romana di Charles Munier riporta la lezione Iubaltianensis, fatta propria anche da André Mandouze.
Dal 1933 Giubalziana è annoverata tra le sedi vescovili titolari della Chiesa cattolica; dal 7 novembre 2015 il vescovo titolare è Luis Manuel Alí Herrera, vescovo ausiliare di Bogotá e segretario della Pontificia commissione per la tutela dei minori.

## Cronotassi

### Vescovi
- Nino † (menzionato nel 397)
- Geta † (prima del 403 - dopo il 418)
- Eusebio † (prima del 484)
- Restituto † (menzionato nel 646)

### Vescovi titolari
- Francisco Juan Vénnera † (15 febbraio 1966 - 20 dicembre 1970 dimesso)
- Manfred Müller † (3 gennaio 1972 - 16 giugno 1982 nominato vescovo di Ratisbona)
- Karl-Joseph Rauber † (18 dicembre 1982 - 14 febbraio 2015 nominato cardinale diacono di Sant'Antonio di Padova a Circonvallazione Appia)
- Luis Manuel Alí Herrera, dal 7 novembre 2015